# بهارنا
بهارنا (به لاتین: Beharena) یک منطقهٔ مسکونی در ماداگاسکار است که در ناحیه بفوتاکا سود واقع شده‌است. بهارنا ۵۹۰ متر بالاتر از سطح دریا واقع شده‌است.